# Ningyuansaurus
Ningyuansaurus („ještěr z města Ning-jüan/Ningyuan (dnes Sing-čcheng/Xingcheng)“) byl rod teropodního oviraptorosaurního dinosaura, žijícího na území východní Asie (severovýchodní Čína, provincie Liao-ning) v období spodní křídy (geol. stupeň apt, asi před 125 miliony let).

## Popis
Fosilie tohoto dinosaura sestávají z poměrně kompletní lebky a částí postkraniální kostry. Relativně vysoký počet zubů nasvědčuje tomu, že se jednalo o velmi primitivního (bazálního) zástupce kladu Oviraptorosauria. Pravděpodobně byl blízce příbuzný rodu Incisivosaurus. Formálně byl druh N. wangi popsán roku 2012 týmem čínských paleontologů. Rodové jméno odkazuje k historickému názvu města Sing-čcheng (angl. Xingcheng), tedy Ning-jüan (angl. Ningyuan), druhové je poctou soukromému sběrateli jménem Wang Čchiou-wu, který daroval fosilní exemplář ke studijním účelům.
Přední končetiny byly relativně krátké, naopak zadní byly poměrně dlouhé a silné. Otisky opeření byly objeveny na ocase a v okolí krku dinosaura. V břišní dutině byly objeveny kulaté objekty o průměru kolem 10 mm, pravděpodobně se jednalo o jakási semena, kterými se tento teropod živil. Celkově se jednalo o velmi malého teropoda s odhadovanou délkou kolem 1 metru a hmotností dosahující zhruba 1 kilogramu.